# Platychorda rivalis
Platychorda rivalis är en gräsväxtart som beskrevs av Barbara Gillian Briggs och Lawrence Alexander Sidney Johnson. Platychorda rivalis ingår i släktet Platychorda och familjen Restionaceae. Inga underarter finns listade i Catalogue of Life.